# Westport (Indiana)
Westport – miasto w Stanach Zjednoczonych, w stanie Indiana, w hrabstwie Decatur.